# Visschensteert
De Visschensteert is een afwateringskanaal in de Nederlandse provincie Limburg. Het is een 12-tal kilometers lang.
De Visschensteert begint daar waar de Rietbeek, afkomstig van het natuurgebied Sarsven en De Banen, overgaat in het Vlakwater. Van daar loopt het globaal in noordoostelijke richting, ten zuiden van natuurgebied De Zoom. Ter hoogte van het natuurgebied Nederpeel-Grave neemt het de Neerpeelbeek op, om krap 2 km verder in het beekdal van de Roggelse Beek uit te monden.